# Мейфілд (Юта)
Мейфілд (англ. Mayfield) — місто (англ. town) в США, в окрузі Санпіт штату Юта. Населення — 556 осіб (2020).

## Географія
Мейфілд розташований за координатами 39°7′13″ пн. ш. 111°42′32″ зх. д. / 39.12028° пн. ш. 111.70889° зх. д. (39.120375, -111.708794).  За даними Бюро перепису населення США в 2010 році місто мало площу 2,56 км², уся площа — суходіл. В 2017 році площа становила 2,32 км², уся площа — суходіл.

## Демографія
Згідно з переписом 2010 року, у місті мешкало 496 осіб у 186 домогосподарствах у складі 139 родин. Густота населення становила 194 особи/км².  Було 215 помешкань (84/км²).
Расовий склад населення:
| - 99,0 % — білих - 0,6 % — корінних американців - 0,4 % — азіатів |

До двох чи більше рас належало 0,0 %. Частка іспаномовних становила 0,6 % від усіх жителів.
За віковим діапазоном населення розподілялося таким чином: 24,6 % — особи молодші 18 років, 58,1 % — особи у віці 18—64 років, 17,3 % — особи у віці 65 років та старші. Медіана віку мешканця становила 43,0 року. На 100 осіб жіночої статі у місті припадало 92,2 чоловіків;  на 100 жінок у віці від 18 років та старших — 98,9 чоловіків також старших 18 років.
Середній дохід на одне домашнє господарство  становив 69 683 долари США (медіана — 60 139), а середній дохід на одну сім'ю — 85 249 доларів (медіана — 82 143). Медіана доходів становила 51 250 доларів для чоловіків та 44 375 доларів для жінок. За межею бідності перебувало 12,0 % осіб, у тому числі 26,0 % дітей у віці до 18 років та 5,6 % осіб у віці 65 років та старших.
Цивільне працевлаштоване населення становило 167 осіб. Основні галузі зайнятості: освіта, охорона здоров'я та соціальна допомога — 27,5 %, виробництво — 16,2 %, роздрібна торгівля — 12,6 %, сільське господарство, лісництво, риболовля — 11,4 %.